# Pietrele lui Solomon
Pietrele lui Solomon alcătuiesc o zonă de interes turistic, situată în partea sud-vestică a cartierului Șchei din municipiul Brașov, Transilvania, România.

## Localizare
Pietrele lui Solomon se află în partea nord-vestică a Masivului Postăvarul, între Muntele Tâmpa și rezervația naturală Stejerișul Mare, fiind străbătute de râul Valea cu Apă (cunoscut de localnici sub denumirea de râul Solomon), un afluent al râului Șcheiu.

## Istorie
Legenda spune că numele acestor stânci vine de la un rege maghiar, Solomon, care în fuga lui de urmăritori, ar fi sărit cu calul peste valea ce străbate cele două stânci, regele scăpând cu viață, iar dușmanii săi căzând în prăpastie.
Julius Teutsch, cronicar sas (inițiatorul înființării Muzeului săsesc al Țării Bârsei), care a scris Etnografia Țării Bârsei, descoperă la începutul secolului al XX-lea (în anul 1913) o fortificație antică (cetate dacică) aflată în amonte de Valea cu Apă, în locul cunoscut de șcheieni sub denumirea de „Între Chietri”, loc în care, din vremuri  imemoriale, urcau Junii din Șcheii Brașovului în Miercurea Paștilor pentru a desfășura ritualul aruncării buzduganului și a juca hora junilor. Azi acest eveniment  tradițional al șcheienilor este cunoscut sub numele de „Coborârea Junilor în Cetate și urcarea la Pietrele lui Solomon” fiind realizat de Uniunea Junilor din Șcheii Brașovului și Brașovul Vechi. în parteneriat cu Primăria Municipiului Brașov. Ziua în care a fost fixat acest eveniment este întotdeauna prima duminică după  Duminica Paștilor, cunoscuta sub numele de Duminica Tomii.

## Descriere
Pietrele lui Solomon reprezintă o arie naturală în al cărei teritoriu se află mai multe formațiuni geologice (abrupturi calcaroase, stâncării, grohotișuri, turnuri), fenomene carstice de un deosebit interes peisagistic și turistic. Cheiul este străbătut de un mic pârâu (Valea cu Apă ce formează mai multe cascade și un mic defileu) și un drum forestier ce leagă Șcheiul de stațiunea turistică Poiana Brașov. În abruptul drept din apropierea primei stânci ce străjuiește drumul (între Poiană și Brașov) forestier, se află un izvor („izvorul L.I.D”.). 
Astăzi întreaga zonă este amenajată pentru plimbări în aer liber, relaxare, picnic sau cățărare pe abrupturile stâncoase din cheile Pietrelor.

## Biodiversitate
Fauna este reprezentată de mai multe specii de mamifere și păsări printre care unele protejate la nivel european prin Directiva CE 92/43/CE din 21 mai 1992 (privind conservarea habitatelor naturale și a speciilor de faună și floră sălbatică) sau aflate pe lista roșie a IUCN; astfel: căprioară (Capreolus capreolus), mistreț (Sus scrofa), jder (Martes martes), râs eurasiatic (Lynx lynx), vulpe roșcată (Vulpes vulpes crucigera), veveriță (Sciurus carolinensis), stăncuță (Corvus monedula), ciocârlie (Alauda arvensis), acvilă-țipătoare-mică (Aquila pomarina), sticlete (Carduelis carduelis), pupăză (Upupa epops), cuc (Cuculus canorus), mierlă (Turdus merula), erete-vânăt (Circus cyaneus), scatiu (Carduelis spinus), grangur (Oriolus oriolus), sfrâncioc-roșiatic (Lanius collurio), presură galbenă (Emberiza citrinella), codobatură (Motacilla alba).
Flora are în componență o gamă diversă de arbori, arbusti, ierburi și flori; caracteristică Masivului Postăvarul, grupare montană ce aparține lanțului carpatic sudic al Orientalilor (Carpații de Curbură).
Vegetația forestieră are în componență specii de arbori, arbusti; printre care: brad (Abies alba), molid (Picea Abies), pin de pădure (Pinus sylvestris), fag (Fagus sylvatica), gorun (Quercus petraea), stejar (Quercus robur), frasin (Fraxinus), carpen (Carpinus betulus) sau alun (Corylus avellana), păducel (Crataegus monogyna), merișor (Vaccinium vitis-idaea), bârcoace (Cotoneaster nebrodensis), afin (Vaccinum myrtillus L.), soc negru (Sambucus nigra), mur (Rubus fruticosus), zmeur (Rubus idaeus), măceș (Rosa canina). 

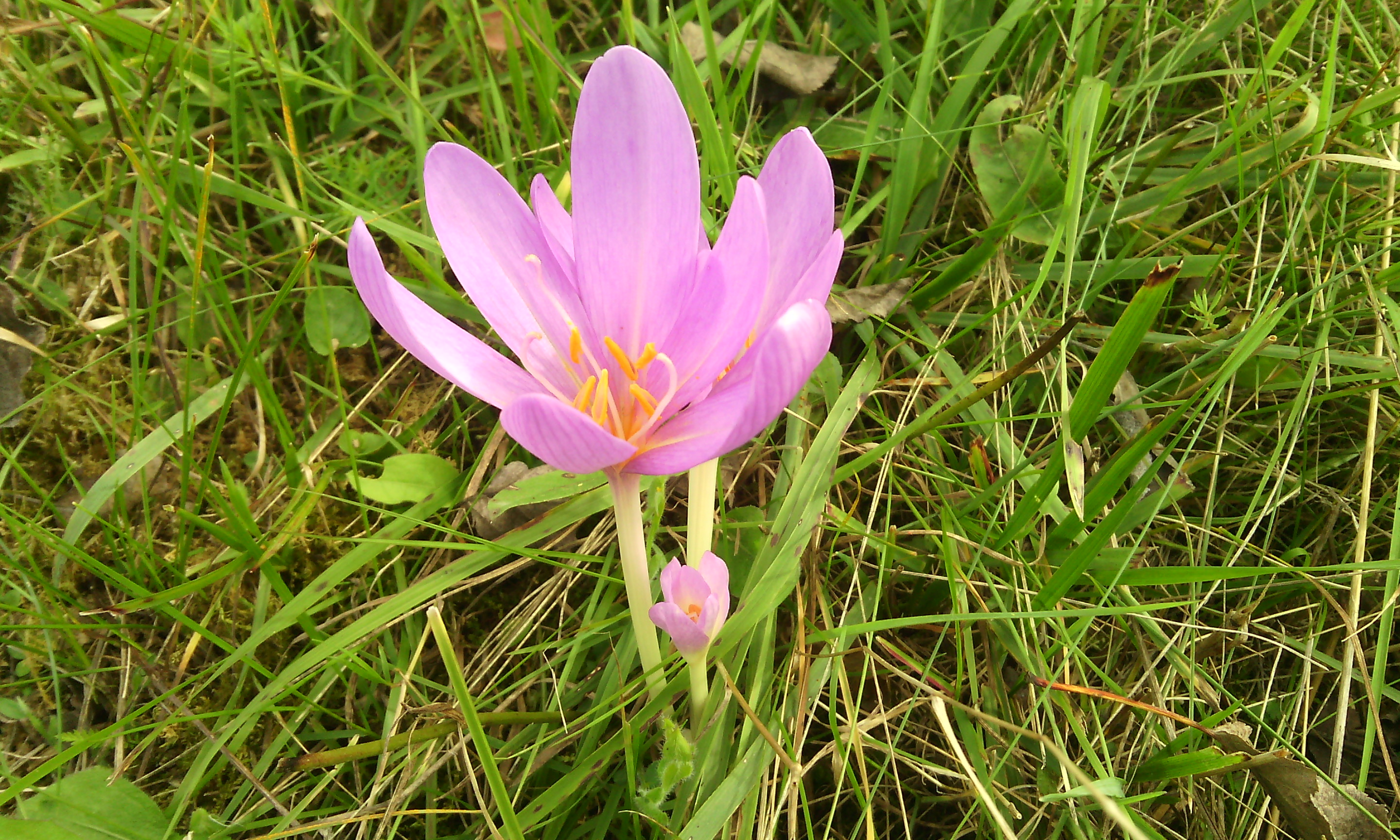
Brândușă de toamnă (Colchicum autumnale)

La nivelul ierburilor sunt întâlnite specii floristice de stâncărie și pajiște (unele protejate prin aceeași Directivă a CE 92/43/CE din 21 mai 1992, privind conservarea habitatelor naturale și a speciilor de faună și floră sălbatică.), printre care: clopoțel de munte (Campanula carpatica), flămânzică (Draba nemerosa), coroniște (Coronilla varia), gălbinele (Lysimachia punctata), vinețeaua (Centaurea micronthos), brândușă de toamnă (Colchicum autumnale), floarea paștilor (Anemone ranunculoides), păștiță (Anemone nemorosa), sugărel (Teucrium montanum), strașnic (Asplenium thricomanes), albăstriță (Centaurea micranthos) sau ghiocel (Galanthus L.), ciuboțica cucului de munte (Primula elatior), coada-iepurelui (Sesleria rigida), crucea voinicului (Hepatica transsilvanica), nemțișor de stâncă (Consolida regalis), obsigă (Bromus barcensis), omag galben (Aconitum anthora), stupiniță (Platanthera bifolia), coada șoricelului (Achillea oxyloba ssp. schurii), zambilă sălbatică (Hyacinthella leucophaea), piperul-lupului (Asarum europaeum), steliță vânătă (Aster amellus), untul-vacii (Orchis morio), stupiniță (Platanthera bifolia), țâța-vacii (Primula elatior ssp. leucophylla), limba cucului (Botrychium matricariifolium), sânziene albe (Galium mollugo), traista-ciobanului (Capsella bursa-pastoris),

## Obiective turistice aflate în vecinătate
În vecinătatea zonei naturale se află câteva obiective (lăcașuri de cult, monumente istorice, muzee) de interes istoric, cultural și turistic; astfel:

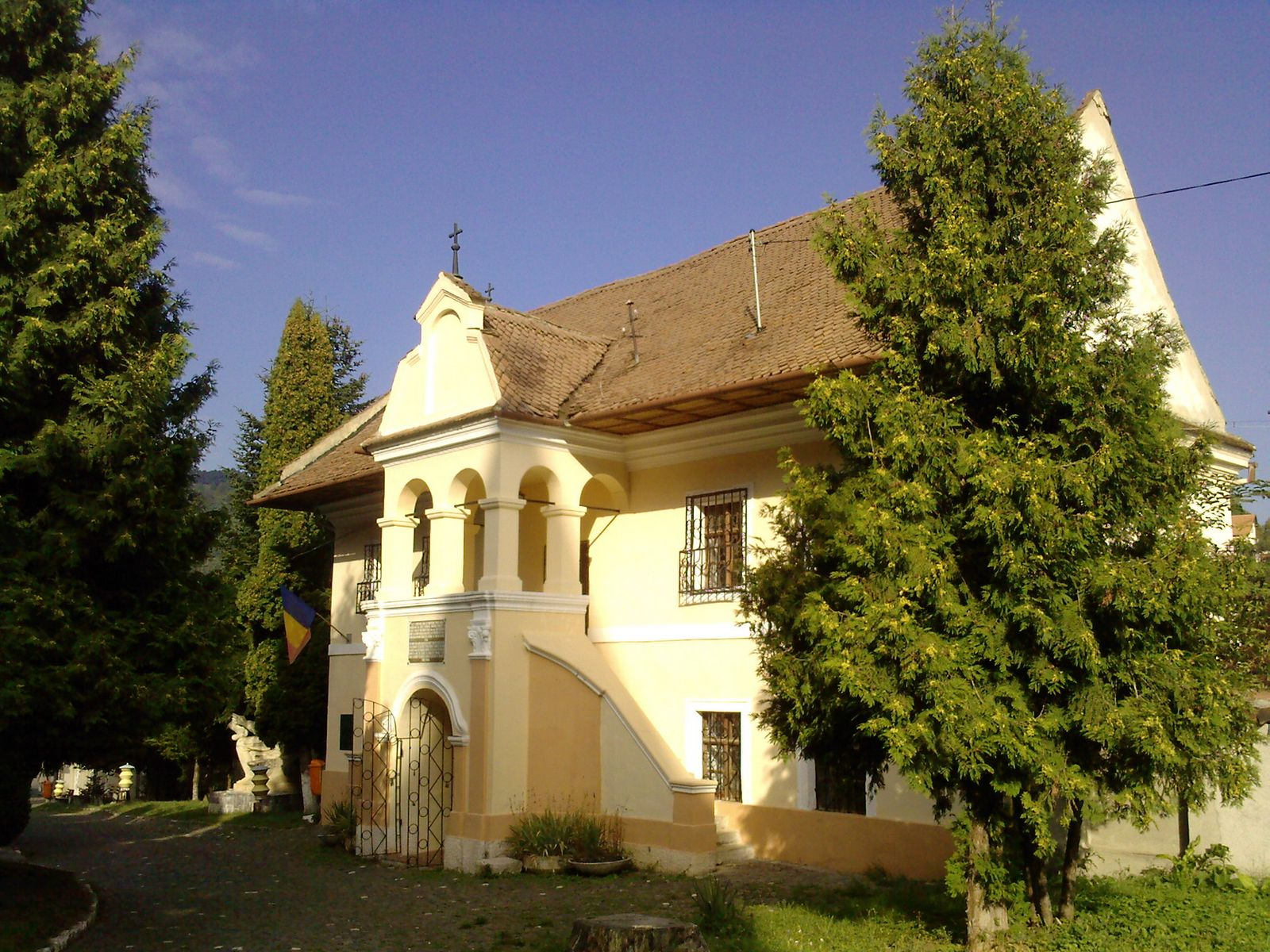
Muzeul Prima Școală Românescă

- Biserica ortodoxă „Sfântul Nicolae” (Piața Prundului), construită în anul 1495 de către locuitorii vechii cetăți cu sprijinul lui Neagoe Basarab, domnitor al Țării Românești.
- Biserica „Sfânta Treime” de Pe Tocile, construită în anul 1813 și pictată în anul 1946 de către zugravul Iosif Vasu[12].
- Biserica Evanghelică de pe str. Prundului, unde, la nr. 4, se află și casa în care s-a născut Ștefan Octavian Iosif, poet, traducător și membru fondator al Societății Scriitorilor Români. Biserica este construită între anii 1790-1793, în stil baroc[13].
- Troițele din Șchei
- Prima școală românească din Șcheii Brașovului aflată în curtea interioară a Bisericii „Sfântul Nicolae” și construită în anul 1760. Clădirea adăpostește Muzeul „Prima Școală Românească” dispus în mai multe săli: Sala „Anton Pann”, Sala „Diaconul Coresi”, Sala „Cartea și cărturarii brașoveni”, Sala „Cartea, factor de unitate națională” și Sala „Cu Vatră”[14].
- Poarta Șchei, edificiu arhitectonic cu trei arcade, construit în anul 1827.
- Poarta Ecaterinei construită în secolul al XVI-lea, între Bastionul Fierarilor și Bastionul Țesătorilor, cu rol principal de acces al locuitorilor din Șchei spre Piața Sfatului.

## Manifestare culturală

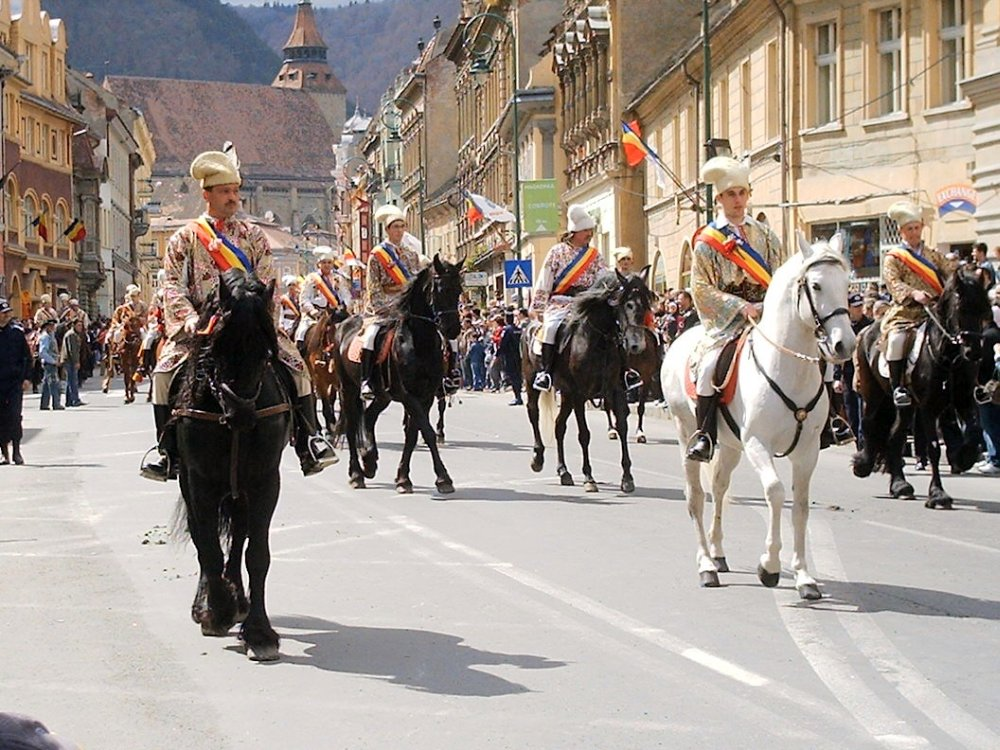
Juni Albiori în centrul vechi al Brașovului

• Junii din Șcheii Brașovului și Brașovul vechi - eveniment tradițional cu ritualuri pre-creștine și ceremonial creștin.
Cea mai cunoscută manifestare culturală a Junilor este „Ziua de călări” sau „Coborârea în Cetate”, o defilarea călare a cetelor de juni prin Șchei și centrul vechi al Brașovului. Grupurile de Junii Tineri, Junii Bătrâni, Curcani, Dorobanți, Brașovecheni, Roșiori și Albiori coboară călare din Șcheii Brașovului și defilează pe străzile din centrul vechi al Brașovului, după care urcă la Pietrele lui Solomon, unde, după aruncarea buzduganului și Hora Junilor începe o petrecere în aer liber.
Manifestarea culturală are loc în fiecare an în Duminica Tomii, prima duminică după Paști. 

## Galerie de imagini

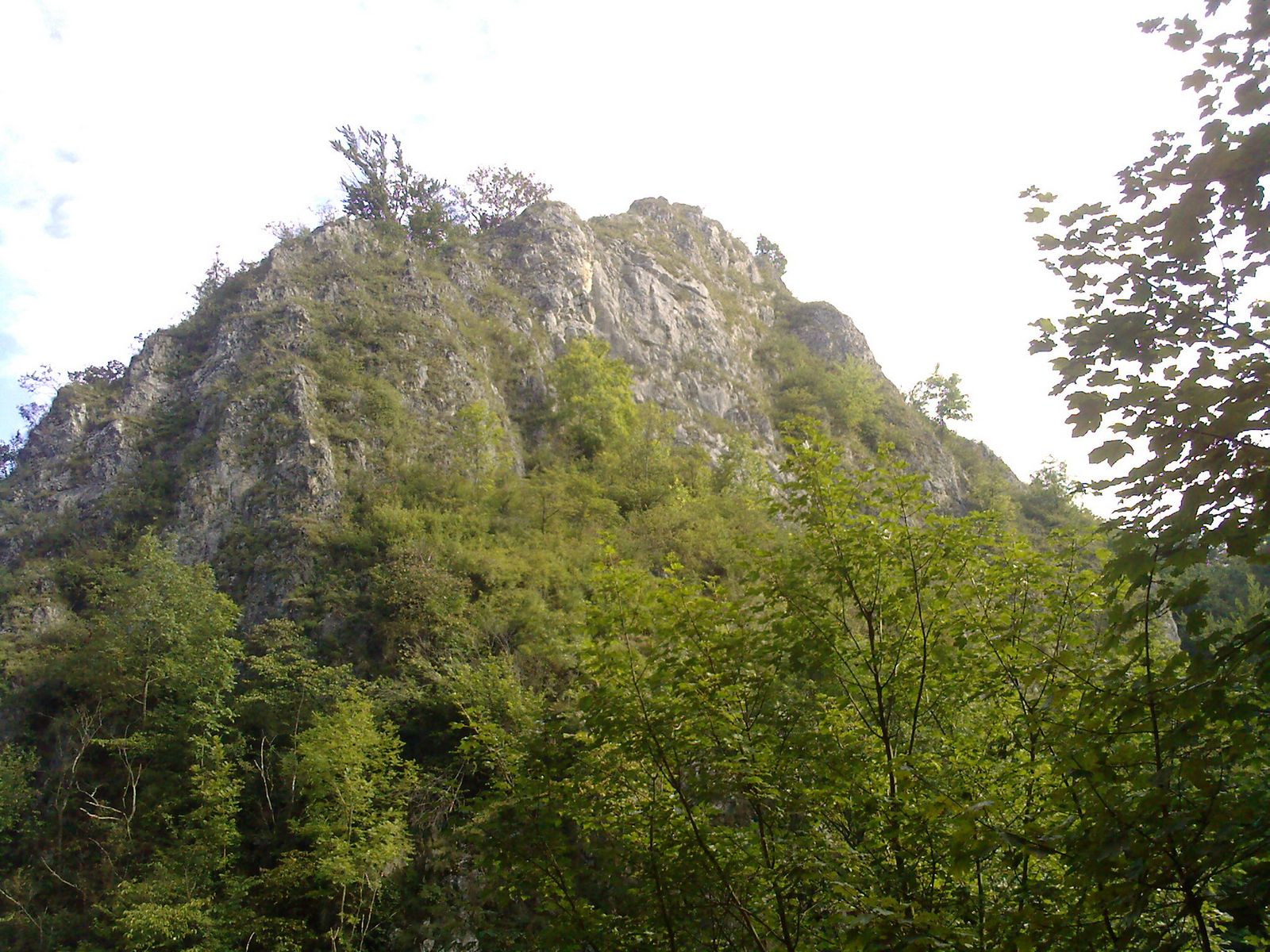
Vârf stâncos la „Pietre”
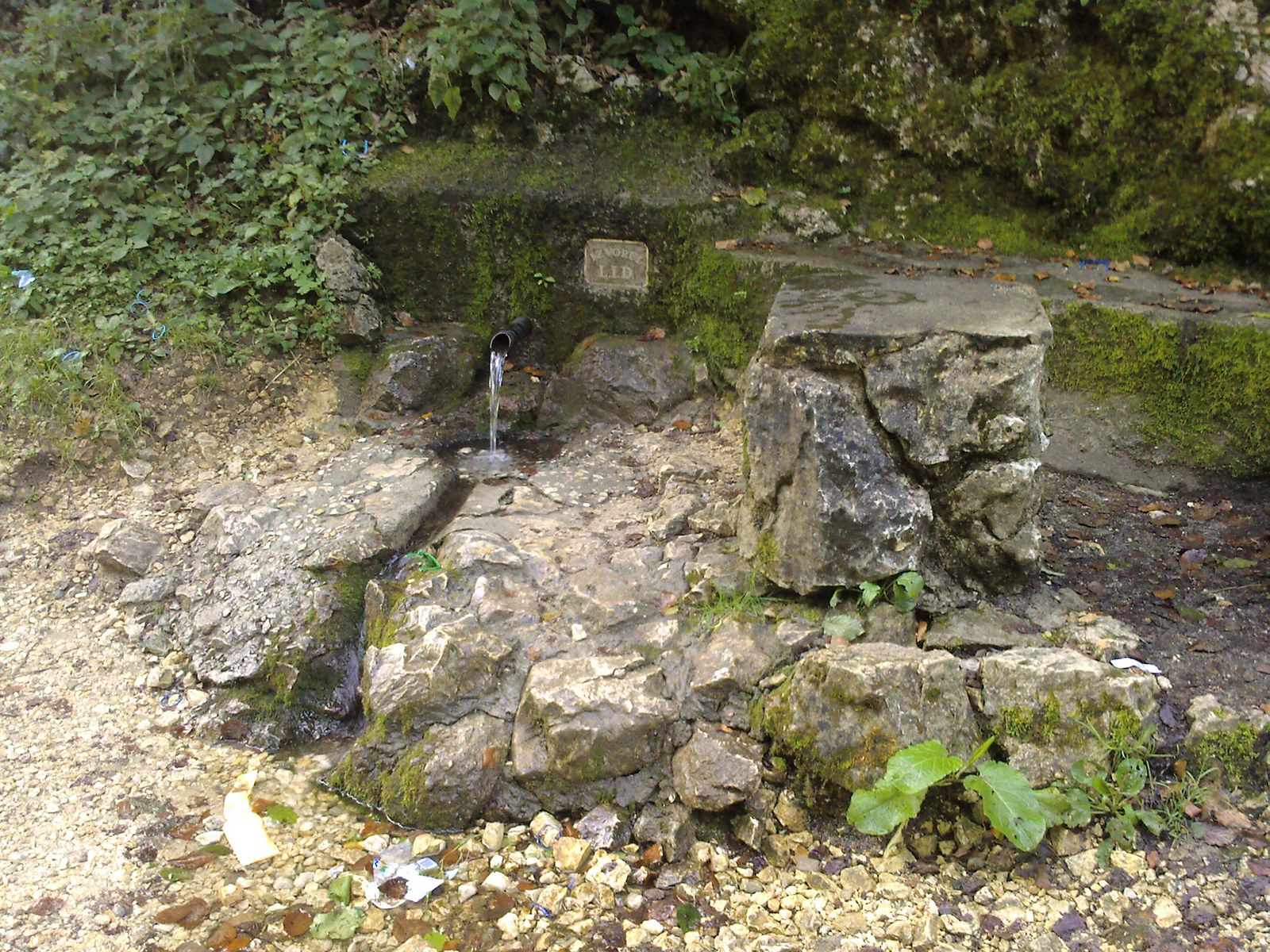
Izvorul LID de la Pietrele lui Solomon
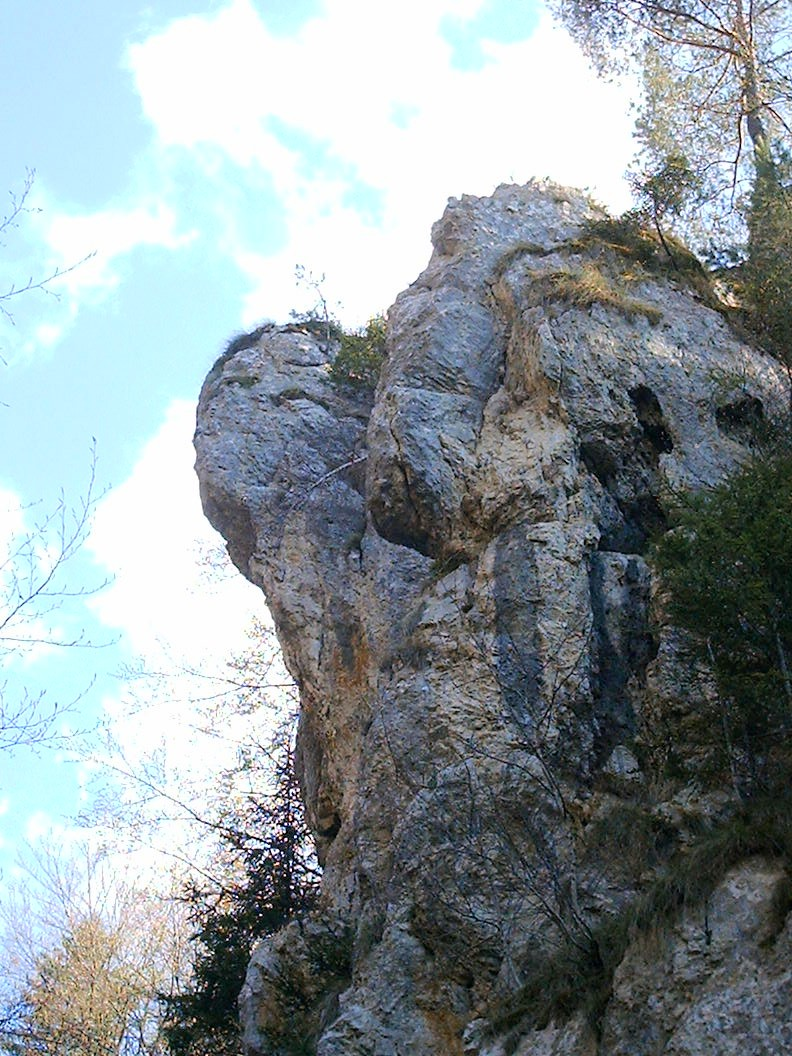
Megalit antropomorf